# Бенні Бенассі
Бенні Бенассі (англ. Benny Benassi, справжнє ім'я — Marco Benassi Geneser) (нар. 13 липня 1967, Реджо-нель-Емілія) — італійський диск-жокей i музичний продюсер, що працює в напрямках хауз, електро-хауз i електроклеш.

## Кар'єра
Розпочав кар'єру ді-джея в Міланських клубах в кінці 1980-х. В середині 1990-х почав працювати на студії Off Limits. Брав участь у багатьох проектах, співпрацюючи з Whigfield, J.K. i Ally & Jo. Його першим хітом стала композиція I Feel So Fine, випущений під псевдонімом KMC. Вокальну партію виконала Dhany.
Всесвітню популярність здобув у 2003 року з випуском хіту Satisfactionⓘ разом з групою The Biz, який став класикою стилю хауз. Цей хіт досяг другого місця в чарті UK Singles Chart.
Незабаром Бенассі випустив разом з гуртом The Biz свій перший альбом — Hypnotica, що в стилістичному відношенні був сумішшю електро, техно i хауз'у з характерною басовою лінією. Цей альбом також став надзвичайно популярним, зокрема пісні Able To Love, Love Is Gonna Save Usⓘ та No Matter What You Do стали хітами.
Незабаром Бенні Бенассі розпочинає працювати зі своїм кузеном Алле Бенассі, створивши групу Benassi Bros. Вже у 2004 році виходить дебютний альбом цього проекту — Pumphonia з такими хітами як Illusion i Hit My Heart. На початку 2005 року виходить новий альбом — ...Phobia з синглом Make Me Feel.

## Дискографія

### Студійні альбоми
- 2003 — Hypnotica
- 2008 — Rock 'n' Rave
- 2011 — Electroman
- 2016 — Danceaholic

### Збірки
- 2003 — DJ Set 1
- 2004 —
  - Subliminal Session, Vol. 6
  - Re-Sfaction
- 2005 —
  - The Gallery: Live Session (за участю Tall Paul)
  - Cooking for Pump-Kin: Phase One
- 2006 —
  - Re-Sfaction 2
  - Best of Benny Benassi
- 2007 — Cooking for Pump-Kin: Special Menu
- 2009 — Toolroom Knights

### Benassi Bros
- 2004 — Pumphonia
- 2005 — ...Phobia

### Сингли
- «Somebody To Touch Me» (1995) — KMC (з Dhany, Davide Riva та Larry Pignagnoli)
- «Street Life» (1996) — KMC (з Dhany, Davide Riva та Larry Pignagnoli)
- «Stone Fox Chase/Funky Harmonica» (1998) — Benny B.
- «Life Is Life» (1998) — Benny Bee
- «Waiting For You» (1999) — Benny Bee (з Jennifer Bersola)
- «I Feel So Fine» (2001) — KMC (з Dhany, Davide Riva та Larry Pignagnoli)
- «Get Better» (2001) — KMC (з Sandy)
- «Satisfaction» (2002) — Benny Benassi presents The Biz (з Violeta та Paul French)
- «Able To Love» (2002) — Benny Benassi presents The Biz (з Violeta та Paul French)
- «Don't Touch Too Much» (2002) — Benassi Bros (з Paul French)
- «No Matter What You Do» (2003) — Benny Benassi presents The Biz (з Violeta та Paul French)
- «Love Is Gonna Save Us» (2004) — Benny Benassi presents The Biz (з Violeta та Paul French)
- «I Love My Sex» (2003) — Benassi Bros (з Violeta)
- «Illusion» (2003) — Benassi Bros (з Sandy)
- «Rumenian» — Benassi Bros (з Violeta)
- «Hit My Heart» (2004) — Benassi Bros (з Dhany)
- «Make Me Feel» (2004) — Benassi Bros (з Dhany)
- «Memory Of Love» (2004) — Benassi Bros (з Paul French)
- «I Want You To Come» (2004) — Bat67
- «Stop Go» (2005) — Benny Benassi presents The Biz (з Violeta та Paul French)
- «Who's Knockin'» (2005) — FB (з Ferry Corsten та Edun)
- «Every Single Day» (2005) — Benassi Bros (з Dhany)
- «Rocket In The Sky» (2005) — Benassi Bros (з Dhany)
- «Who's Your Daddy?» (2006) — Benny Benassi
- «Feel Alive» (2006) — Benny Benassi (з Sandy)